# Liberty Island
Liberty Island er øen, hvor statuen af Frihedsgudinden står. Øen hed oprindelig Bedloe's Island, men skiftede i 1956 officielt navn til Liberty Island.
Øen ligger i New Yorks havn udenfor Manhattan. Øen kan kun nås med færge, enten fra Battery Park i Manhattan, eller Liberty State Park i Jersey City (New Jersey).
Liberty Island hører som andre naturlige øer i Hudsonfloden til New York, selv om delstatsgrænsen siden 1834 ellers går i midten af floden.
40°41′24″N 74°02′42″V / 40.69°N 74.045°V